# Rhodium

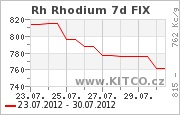
Světová cena za Rhodium na světových trzích v korunách za gram Online www.KITCO.cz Aktuální k 20.10.2011

Rhodium (chemická značka Rh, latinsky Rhodium) je drahý kov stříbřitě bílé barvy. Chemicky je mimořádně stálé a má poměrně vysokou teplotu tání. Hlavní uplatnění nalézá ve slitinách s platinou při výrobě termočlánků a chemicky a teplotně odolných součástí průmyslových výrobních zařízení.

## Chemické vlastnosti a výskyt
Rhodium je mimořádně chemicky odolné a neochotně se rozpouští pouze v lučavce královské nebo za vysokého tlaku v koncentrované kyselině chlorovodíkové za přítomnosti chloristanu sodného. Společně s rutheniem a palladiem patří do triády lehkých platinových kovů.
Rhodium objevil v roce 1803 anglický chemik William Hyde Wollaston rok poté, co objevil palladium. Název mu dal podle růžové (růže je řecky rhodon) barvy rhodiových sloučenin. Jedná se o ušlechtilý, odolný a poměrně tvrdý kov, elektricky i tepelně středně dobře vodivý. V přírodě se vyskytuje zejména ryzí a vždy společně s jinými drahými kovy. Největšími světovými nalezišti jsou platinové doly v Jihoafrické republice a pohoří Ural. V Jižní Americe se vyskytuje rhodium společně se zlatonosnými rudami a v Kanadě se nachází jako příměs rud niklu.

## Využití
Díky své mimořádné chemické odolnosti se slitiny rhodia s platinou a iridiem používají jako materiál na výrobu odolného chemického nádobí pro rozklady vzorků tavením nebo spalováním za vysokých teplot. Ve sklářském průmyslu slouží jeho slitiny s platinou pro výrobu zařízení na tažení optických vláken.
V chemickém průmyslu je rhodium součástí některých speciálních katalyzátorů v organické syntéze. Ve směsi s platinou a palladiem je součástí značné části světové produkce autokatalyzátorů, které slouží k odstranění nežádoucích látek z výfukových plynů.
Značně velkých objemů dosahuje výroba termočlánků pro vysoké teploty na bázi slitin rhodia s platinou.
V omezené míře se rhodium používá k výrobě šperků a k pokovování méně ušlechtilých kovů, v poslední době se často rhodiují stříbrné šperky, které jsou tak chráněny před korozivním černáním a zvyšuje se jejich lesk. Trendem je také rhodiování šperků z bílého zlata, které jsou proti korozi odolné. Šperky z bílého zlata mají totiž přirozeně nažloutlý vzhled a pokovením rhodiem získají zářivě bílý lesk. U bílého zlata plní rhodium také funkci ochrany proti poškrábání, pokud k němu dojde, obrousí se právě první vrstvička rhodia a poškození na zlatě je minimální. Z tohoto důvodu je proto vhodné čas od času pokovení rhodiem obnovit.

## Galerie

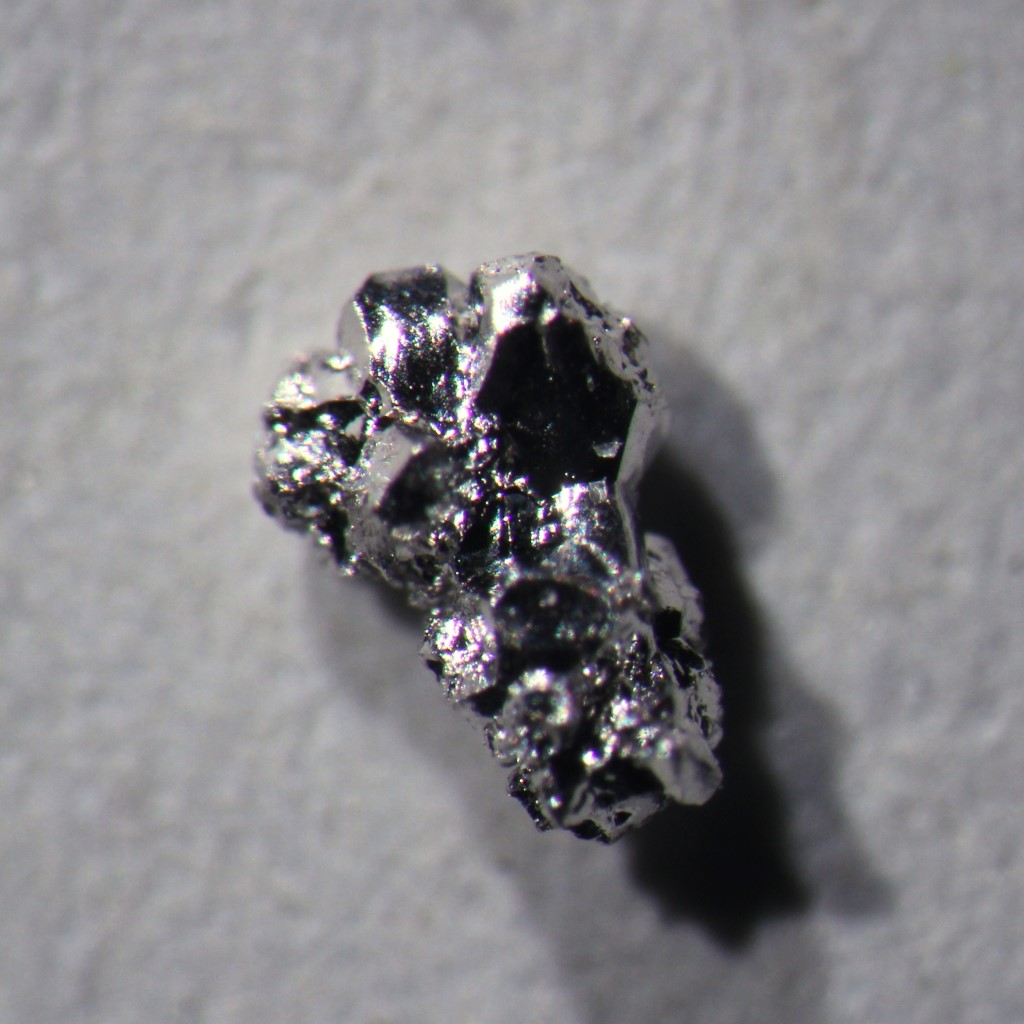
Viditelně krystalizované rhodium, foceno stereomikroskopem, skutečná velikost okolo 1,5 mm